# Superpuchar Polski w koszykówce mężczyzn
Superpuchar Polski w koszykówce mężczyzn – mecz lub turniej koszykówki, rozgrywany nieregularnie od 1999 r. pomiędzy dwiema lub czterema czołowymi drużynami klubowymi w Polsce (Polskiej Ligi Koszykówki), przy czym zwykle są to: mistrz kraju i zdobywca Pucharu Polski. W przypadku, gdy mistrzem kraju jest jednocześnie zdobywca Pucharu Polski, jego przeciwnikiem jest finalista Pucharu Polski. Od 2018 r. Superpuchar Polski nosi imię Adama Wójcika.
Pierwsza w historii rywalizacja o Superpuchar Polski odbyła się 4 września 1999 we wrocławskiej Hali Stulecia (wówczas Hali Ludowej), gdy mistrz Polski – Śląsk Wrocław pokonał zdobywcę Pucharu Polski – Hoop Pekaes Pruszków 59:57.

## Spotkania Superpucharu Polski
Pogrubiony – mistrz Polski
bd – brak danych
| Sezon     | Zwycięzca                              | Pokonany / Finalista                   | Wynik   | MVP                  | Miejsce           |
| --------- | -------------------------------------- | -------------------------------------- | ------- | -------------------- | ----------------- |
| 1999      | Śląsk Wrocław                          | Hoop Pekaes Pruszków                   | 59:57   |                      | Wrocław           |
| 2000      | Śląsk Wrocław                          | Prokom Trefl Sopot                     | 67:66   |                      | Gdańsk            |
| 2001      | Prokom Trefl Sopot                     | Śląsk Wrocław                          | 101:74  |                      | Wrocław           |
| 2002–2006 | bd                                     |                                        |         |                      |                   |
| 2007      | Anwil Włocławek                        | Prokom Trefl Sopot                     | 103:100 |                      | Włocławek         |
| 2008      | Nie rozegrano                          |                                        |         |                      |                   |
| 2009      | Nie rozegrano                          |                                        |         |                      |                   |
| 2010      | Asseco Prokom Gdynia                   | AZS Koszalin                           | 89:78   |                      | Gdynia            |
| 2011      | Polpharma Starogard Gdański            | Asseco Prokom Gdynia                   | 79:78   |                      | Starogard Gdański |
| 2012      | Trefl Sopot                            | Asseco Prokom Gdynia                   | 74:69   |                      | Gdynia            |
| 2013      | Trefl Sopot                            | Stelmet Zielona Góra                   | 76:71   | Šarūnas Vasiliauskas | Zielona Góra      |
| 2014      | PGE Turów Zgorzelec                    | Śląsk Wrocław                          | 85:70   | Michał Chyliński     | Zgorzelec         |
| 2015      | Stelmet BC Zielona Góra                | Rosa Radom                             | 67:66   | Mateusz Ponitka      | Radom             |
| 2016      | Rosa Radom                             | Stelmet BC Zielona Góra                | 81:77   | Tyrone Brazelton     | Zielona Góra      |
| 2017      | Anwil Włocławek                        | Stelmet BC Zielona Góra                | 92:89   | Ivan Almeida         | Włocławek         |
| 2018      | Polski Cukier Toruń                    | Anwil Włocławek                        | 72:68   | Karol Gruszecki      | Gniezno           |
| 2019      | Anwil Włocławek                        | BM Slam Stal Ostrów Wielkopolski       | 95:66   | Szymon Szewczyk      | Kalisz            |
| 2020      | Stelmet BC Zielona Góra                | Anwil Włocławek                        | 75:66   | Łukasz Koszarek      | Kalisz            |
| 2021      | Enea Zastal BC Zielona Góra            | Agred BM Slam Stal Ostrów Wielkopolski | 84:69   | Jarosław Zyskowski   | Wałbrzych         |
| 2022      | Agred BM Slam Stal Ostrów Wielkopolski | Śląsk Wrocław                          | 94:81   | Damian Kulig         | Opole             |
| 2023      | King Szczecin                          | Trefl Sopot                            | 92:90   | Kacper Borowski      | Sosnowiec         |
| 2024      | Śląsk Wrocław                          | King Szczecin                          | 76:75   | Reggie Lynch         | Radom             |

## Bilans drużyn
| Drużyna                  | Liczba trofeów | Liczba przegranych | Zwycięzca        | Uczestnik              |
| ------------------------ | -------------- | ------------------ | ---------------- | ---------------------- |
| Anwil Włocławek          | 3              | 2                  | 2007, 2017, 2019 | 2018, 2020             |
| Zastal Zielona Góra      | 3              | 3                  | 2015, 2020, 2021 | 2013, 2016, 2017       |
| Śląsk Wrocław            | 3              | 3                  | 1999, 2000, 2024 | 2001, 2014, 2022       |
| Arka Gdynia              | 2              | 4                  | 2001, 2002       | 2000, 2007, 2011, 2012 |
| Trefl Sopot              | 2              | –                  | 2012, 2013       | 2023                   |
| Rosa Radom               | 1              | 1                  | 2016             | 2015                   |
| SKS Starogard Gdański    | 1              | –                  | 2011             | –                      |
| Turów Zgorzelec          | 1              | –                  | 2014             | –                      |
| Polski Cukier Toruń      | 1              | –                  | 2018             | –                      |
| Stal Ostrów Wielkopolski | 1              | 2                  | 2022             | 2019, 2021             |
| King Szczecin            | 1              | 1                  | 2023             | 2024                   |
| Znicz Pruszków           | –              | 1                  | –                | 1999                   |
| AZS Koszalin             | –              | 1                  | –                | 2010                   |